# 修武館
公益財団法人修武館（しゅうぶかん）は、兵庫県伊丹市において武道場「修武館」を運営する公益法人。剣道、居合道（全日本剣道連盟居合・伯耆流居合術）、なぎなたを指導している。また、古武道の天道流や本館で明治期に制定した修武館奥之形も伝承している。

## 概要
修武館を設立した小西家は小西酒造創業家で、1612年（慶長17年）頃から摂津国伊丹で酒造業を営み、1661年（寛永元年）に伊丹が近衛家の領地となった後は伊丹郷町の行政・司法を担当する惣宿老を務め、大名貸も行っていた家であった。1786年（天明6年）、伊丹郷町の自衛のため小西家が道場を設けて剣術を修練するようになったことが修武館の起源である。
明治に入り小西家第11代当主小西業茂が一般に公開し、真貝忠篤、富山円、美田村顕教などが師範を務めた。水戸東武館や野間道場と並ぶ代表的な民間武道場として知られる。

## 年表
- 1869年（明治2年） - 道場を一般に公開する。
- 1874年（明治7年） - 道場を「揚武会」と称し、剣術、柔術、薙刀術、槍術などの武術家や漢学者を招いて子弟の教育にあたる。
- 1885年（明治18年） - 道場名を「修武館」に改称。小西業茂は初代館長となる。
- 1906年（明治39年） - 第2代館長となった小西業精は真貝忠篤から剣術を学ぶ。
- 1940年（昭和15年） - 財団法人化。
- 1944年（昭和19年） - 太平洋戦争戦局悪化のため道場を取り壊し疎開。
- 1950年（昭和25年） - 仮道場を設ける。
- 1962年（昭和37年） - 第5代館長小西輝也が伊丹市悠紀町に道場を設ける。
- 2011年（平成23年）4月1日 - 公益財団法人化。